# 익스페리멘털 록
익스페리멘털 록(Experimental rock)은 아방가르드 록으로도 불리는 록 기반의 음악 양식으로 실험적 악기와 록 장르의 기본적 요소들을 함께 사용하는 등의 방식을 통해 통상적인 록의 구성과 연주 방식, 기술 등의 범위를 넓히는 활동이다. 연주자들은 4분의 4 혹은 4분의 3과 같은 일반적이지 않은 박자나 스코르다투라, 비정형적 화음과 조표, 작곡법, 가사적 기교, 다른 음악 장르의 요소, 보컬 기교, 기악적 효과 혹은 임의로 만든 실험적 악기를 이용해 음악을 독립적으로 만든다. 익스페리멘탈 록은 확장된 기술(Extended Technique), 준비된 악기(Prepared Instrument), 튜닝, 리듬 혹은 비서구적 음악적 전통의 스케일 등의 요소를 포함하고, 쓰레기통, 전화벨 소리, 문 닫는 소리 등의 구체적 소리가 들어가기도 하며 아티스트 스스로 실험적 악기를 만들기도 한다.